# عبد الرحمن بن خالد بن نجيح
عبد الرحمن بن خالد بن نجيح القرشي المصري أحد رواة الحديث النبوي.
حدث عن: حبيب بن إبراهيم، وأبو محمد حجاج بن رشدين بن سعد بن مفلح بن هلال المهري، وخالد بن نجيح المصري، وعبد الرحمن بن الرصافي، وعبد الغفار بن الحسن بن دينار، وعبد الغفار بن الحسن بن دينار، وعبد الله بن محمد بن المغيرة، وعلي بن الحسن السامي، وعلي بن حسن بن يعمر. حدث عنه: حمد بن بكير بن يحيى، وأحمد بن يحيى بن خالد بن حبان، وأحمد بن يحيى بن زكريا، وأحمد بن يحيى بن زكير بن العصار، وأسامة بن علي بن سعيد بن بشير بن مهران، وجعفر بن موسى، سعيد بن نفيس، وعلي بن سعيد بن بشير بن مهران، ومحمد بن أحمد بن الهيثم بن صالح بن عبد الله بن الحصين بن علقمة، ومحمد بن أحمد بن حماد بن سعيد بن مسلم، ومحمد بن إسحاق بن إبراهيم بن مهران بن عبد الله، ومحمد بن عبد الصمد بن هشام، ومحمود بن إبراهيم بن محمد بن عيسى بن القاسم بن سميع.
قال أبو سعيد بن يونس المصري: «منكر الحديث». قال الدارقطني: «متروك الحديث.. ومرة ضعيف».